# Думанац
Думанац је насељено мјесто у Босни и Херцеговини у општини Какањ које административно припада Федерацији Босне и Херцеговине. Према попису становништва из 1991. у насељу је живјело 607 становника.

## Становништво
| Националност       | 1991.        | 1981.        | 1971.        |
| Муслимани          | 522 (85,99%) | 443 (87,20%) | 394 (84,18%) |
| Срби               | 171 (6,79%)  | 142 (5,97%)  | 196 (9,03%)  |
| Хрвати             | 67 (11,03%)  | 60 (11,81%)  | 71 (15,17%)  |
| Југословени        | 10 (1,64%)   | 2 (0,39%)    | 1 (0,21%)    |
| остали и непознато | 8 (1,31%)    | 2 (0,39%)    | 1 (0,21%)    |
| Укупно             | 607          | 508          | 468          |